# Осакаровский район
Осакаровский район (каз. Осакаров ауданы) - район Карагандинской области.    

## География
Район граничит с Нуринским и Бухар-Жырауским районами Карагандинской области, Аршалынским районом Акмолинской области и Баянаульским районом Павлодарской области.
Район географически входит в зону Казахского мелкосопочника — Сары-Арку, в котором выделяются горы Нияз, Акдын, Шокай, Ерейментау.
Климат резко континентальный, зима холодная, малоснежная, лето жаркое, засушливое.

## Население
Национальный состав (на начало 2019 года):
- казахи — 13 935 чел. (44,60 %)
- русские — 10 402 чел. (33,29 %)
- немцы — 1 941 чел. (6,21 %)
- украинцы — 1 617 чел. (5,18 %)
- белорусы — 584 чел. (1,87 %)
- татары — 737 чел. (2,36 %)
- чеченцы — 482 чел. (1,54 %)
- греки — 337 чел. (1,08 %)
- молдаване — 186 чел. (0,60 %)
- мордва — 101 чел. (0,32 %)
- поляки — 80 чел. (0,26 %)
- чуваши — 71 чел. (0,23 %)
- другие — 770 чел. (2,46 %)
- Всего — 31 243 чел. (100,00 %)

## История
Образован Осакаровский район в составе Карагандинской области Казахской ССР Указом Президиума Верховного Совета Казахской ССР от 28 декабря 1940 года. В состав района вошли 3 сельсовета Тельманского района, 1 сельсовет Нуринского района и 1 сельсовет Вишневского района.
Осакаровский район расположен на территории древней Сары-Арки.
15.07.2022 району предложили присвоить название Сарыбел. Соответствующую инициативу поддержали депутаты маслихата на XVI внеочередной сессии. Вопрос находится на стадии рассмотрения.   

## Административное деление
В Осакаровский район входят посёлки Осакаровка и Молодёжный и 21 сельский округ:
1. Батпактинский
2. Сарыозек
3. Жансары
4. Звёздный
5. Иртышский
6. Каратомарский
7. Есиль
8. Кундуздинский
9. Мирный
10. Маржанкульский
11. Николаевский
12. Озёрный
13. Карагайлы
14. Акбулак
15. Пионерский с окружным центром село Пионерское
16. Родниковский
17. Садовый
18. Сункар
19. Тельманский
20. Трудовой
21. Шидертинский

## Экономика
Отраслевая специализация региона сельское хозяйство и промышленность. В 2009 году объём валовой продукций сельского хозяйства составил 10 320,9 млн тенге, в 2008 году 8 524,7 млн тенге, индекс физического объёма — 133 % к соответствующему периоду предыдущего года. В 2009 году объём промышленного производства Осакаровского района составил в действующих ценах 1 574 млн тенге. Основной отраслью промышленности является горно-добывающая и обрабатывающая промышленность. На территории района добычу флюсового известняка осуществляет ТОО «Караганда-Спецферросплавы», производством и распределением воды РГП Канал имени К. Сатпаева, добычей угля разрез «Молодёжный» УД «Борлы» корпорации «Казахмыс».

## Известные люди
В Осакаровском районе жили и работали Герой Советского Союза И. К. Паньков, семь Героев Социалистического Труда: Х. Байгабилов, Е. И. Герасимов, И. И. Иванов, Е. А. Ортман, И. И. Петров, А. Н. Ткач, Г. В. Яровой. Здесь же родились чемпион Олимпийских игр 1964 года в Токио по классической борьбе, трёхкратный чемпион мира А. И. Колесов. Президент Чеченской Республики Ичкерия А. А. Масхадов.

## Акимы
1. Кремляков, Анатолий Михайлович (августа 1994 — май 1997)
2. Торебеков, Абдулла Торебекович (с 1997 — 2006)
3. Каппасов, Орал Кабиевич (с 20.2006 — 09.2009)
4. Абдикеров, Рыскали Калиакбарович ( с 09.2009 — 11.2011)
5. Аймаков Сержан Жанабекович ( с 31.10.2011 — 12.06.2015)
6. Шайжанов, Кайрат Абдуллаевич (с 11.2015-06.2017)
7. Кобжанов, Нуркен Сайфиддинович (с 06.2017)
8. Нурмуханбетов, Руслан Есенбекович  (с 23.09.2022)